# Abbaye Notre-Dame-de-Nazareth à Brecht
Pour les articles homonymes, voir Abbaye Notre-Dame-de-Nazareth.
L'abbaye Notre-Dame-de-Nazareth est un établissement monastique abritant des moniales cisterciennes-trappistines. Il est situé aujourd'hui à Brecht en Belgique.
Fondée à Lierre en bord de Nèthe en 1230, et devenue cistercienne en 1236, avec Béatrice de Nazareth comme première prieure, l'abbaye a prospéré durant cinq siècles, connaissant des périodes de grande ferveur et rayonnement et d'autres de relâchement et déclin. L'abbaye fut supprimée par le pouvoir révolutionnaire français en 1797.
En 1950, une nouvelle communauté cistercienne venue de l'abbaye Notre-Dame de Soleilmont s'est établie à Brecht, en Campine (Belgique), reprenant le nom et relevant la tradition monastique de l'ancienne abbaye. En 1962, à son tour, l'abbaye Notre-Dame de Nazareth a fondé d'une part l'abbaye de Redwoods, en Californie (États-Unis), et d'autre part, en 1970, le prieuré Notre-Dame de Klaarland, près de Hasselt, en Belgique.
L'abbaye Notre-Dame-de-Nazareth compte, en 2023, vingt-trois moniales. La communauté vit de son travail, les ateliers monastiques fabriquant des vêtements liturgiques et divers autres produits. Elle gère aussi une petite hôtellerie.

## Historique

### Origine et suppression
Fondée en 1230, en bord de Nèthe à Lierre dans le duché de Brabant, la communauté de moniales demande bientôt, en 1236, son affiliation à l’ordre de Cîteaux. La bienheureuse Béatrice de Nazareth (1200-1268) en est la première prieure.  
Durant cinq siècles l'établissement monastique prospère, connaissant des périodes de grande ferveur et rayonnement et d'autres de relâchement et déclin. En janvier 1797, l'abbaye est arbitrairement supprimée — et les moniales sont expulsées — par le pouvoir révolutionnaire français qui s'est imposé dans les Pays-Bas autrichiens.

### Restauration à Brecht

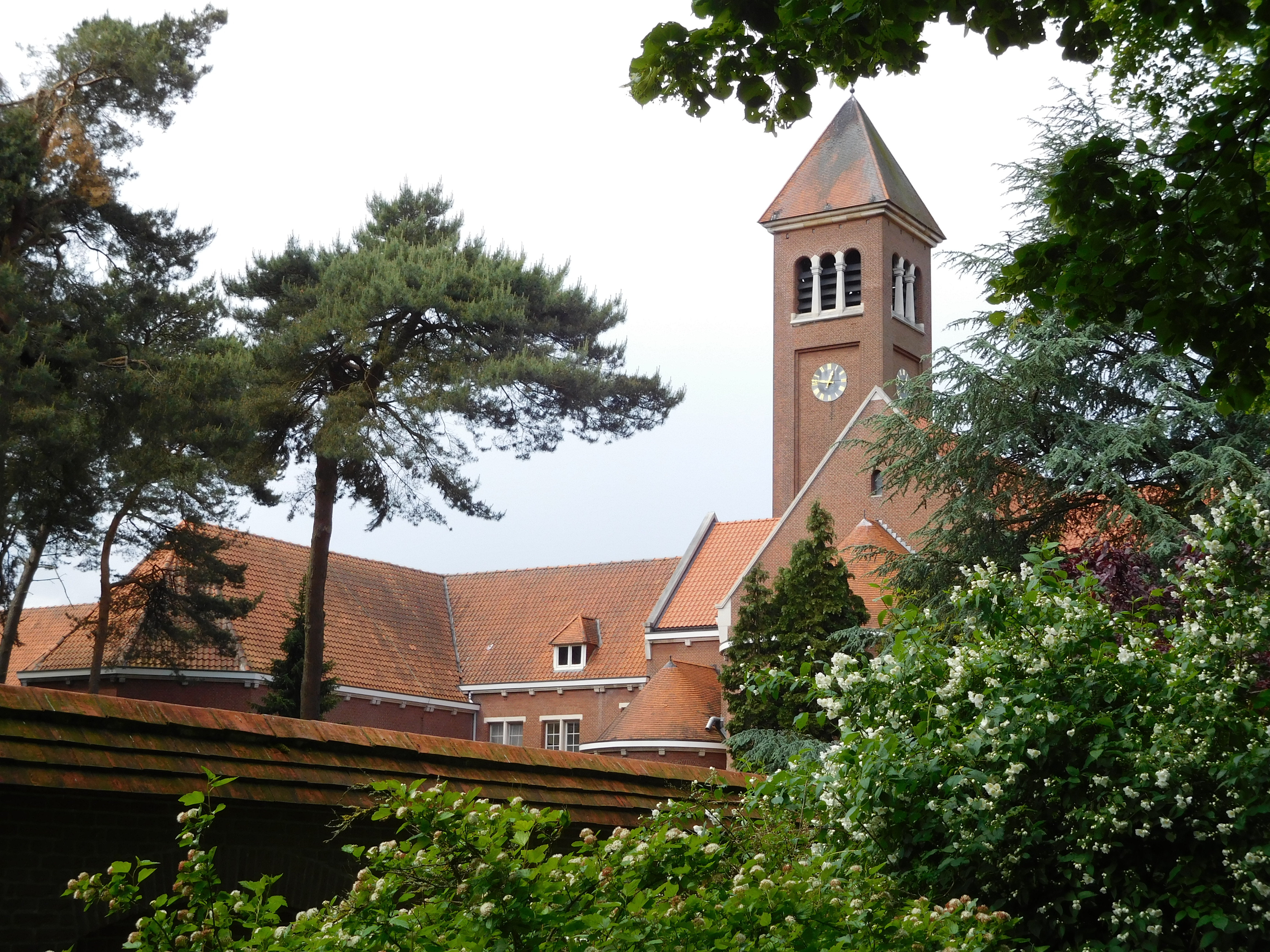
L'abbaye Notre-Dame de Nazareth, à Brecht.

Au contraire des monastères d’hommes, les abbayes de moniales ont de la peine à redémarrer au XIXe siècle. Au début du XXe siècle, un projet de rétablissement de l’abbaye de Nazareth se discute, mais la Première Guerre mondiale y met fin. En 1943, la possibilité d’une implantation à Brecht est envisagée, la restauration de l’abbaye à Lierre s’avérant irréalisable. Le bourgmestre de Brecht, Henri van Ostayen, y est très favorable. Le projet est piloté par l’abbé de Westmalle, Don Robert Eyckmans, qui s’adresse aux moniales de Soleilmont, dont il fut durant quatre ans l’aumônier. 
Le chapitre des moniales de l'abbaye Notre-Dame de Soleilmont répond favorablement à la demande, l'abbesse promettant d’envoyer douze moniales. L’association Abbaye cistercienne Notre-Dame de Nazareth est créée le 12 octobre 1945. Seize hectares sont acquis à Brecht dans une zone de bruyères de la Campine belge. 
Tout avance alors rapidement. Les moines de l’abbaye voisine de Westmalle sont mis à contribution. Ils défrichent six hectares de terrain. La drève principale est ouverte en décembre 1946. La ferme est mise en exploitation en 1947. Le 26 janvier 1948, pour la première fois, une messe est célébrées sur les lieux, dans une chapelle provisoire aménagée dans la ferme. En 1948 et 1949, les bâtiments du monastère sont édifiés. En octobre 1949 la chapelle est transférée dans les nouveaux bâtiments.
Le 25 juin 1950, les douze moniales fondatrices de l'abbaye Notre-Dame de Soleilmont, accompagnées de leur abbesse Agnès Swevers, sont reçues solennellement par la ville de Brecht et rejoignent processionnellement leur nouveau monastère. À 18 h, la vie monastique, interrompue en 1797, reprend, avec le chant de l’office du soir. Sept mois plus tard, en la fête de la présentation de Jésus au Temple (Chandeleur), le 2 février 1951, les moniales prononcent leurs vœux de stabilité. L'établissement de Nazareth accède au rang d'abbaye autonome, avec Soleilmont comme abbaye-mère. Les travaux continuent et se terminent avec la consécration de l’église abbatiale le 22 octobre 1954.

### Aujourd'hui
La communauté des moniales de l’abbaye de Nazareth compte, en 2023, vingt-trois membres. Suivant la règle de Saint-Benoît et la Carta Caritatis des cisterciens, elles travaillent pour vivre (« Ora et labora »). Une petite hôtellerie peut recevoir jusqu'à une vingtaine de personnes souhaitant se joindre à la prière des moniales ou vivre quelques jours de silence et de recueillement personnel. Les ateliers monastiques de l’abbaye fabriquent des vêtements liturgiques, des bannières et drapeaux originaux, des cierges ornementaux et divers produits cosmétiques.

## Essaimages
En 1962, l’abbaye Notre-Dame de Nazareth fonde l'abbaye de Redwoods à Whitethorn, en Californie (États-Unis) et, en 1970, un groupe de moniales de Nazareth fonde le prieuré Notre-Dame de Klaarland, près de Hasselt, en Belgique.